# Ojrzanów (województwo łódzkie)
Ojrzanów – wieś w Polsce położona w województwie łódzkim, w powiecie tomaszowskim, w gminie Ujazd.

## Historia
Podczas II wojny światowej Niemcy utworzyli obóz pracy przymusowej dla Polaków i Żydów w miejscowym tartaku.
W latach 1975–1998 miejscowość położona była w województwie piotrkowskim.
W 2021 r. oddano do użytku budynek świetlicy wiejskiej w Ojrzanowie.